# Міхал Рокицький
Міхал Рокицький (пол. Michał Rokicki, 31 березня 1984 — 20 грудня 2021) — польський плавець.
Учасник Олімпійських Ігор 2008 року.